# تبلدي صغير الأوراق
تبلدي صغير الأوراق (الاسم العلمي:Adansonia microphylla)  هو نوع من النباتات يتبع جنس التبلدي من الفصيلة الخبازية.

## التسمية
من الأسماء الأخرى لهذا النبات: باوباب صغير الأوراق وبوحباب صغير الأوراق وأدانسونية صغيرة الأوراق وخبز القرود صغير الأوراق.